# Astragalus arbainensis
Astragalus arbainensis är en ärtväxtart som beskrevs av Alexander Eig. Astragalus arbainensis ingår i släktet vedlar, och familjen ärtväxter. Inga underarter finns listade i Catalogue of Life.